# Shane Cough
Shane Cough est un groupe d'électro-punk français, originaire de Rennes, en Bretagne.

## Biographie
Le groupe se forme en Bretagne à la fin des années 1990. Après une participation à plusieurs festivals et à différentes compilations, en septembre 2000 sort le premier album du groupe, Delight In Disorder. Ils tournent en soutien à l'album, participant notamment à un concert aux Transmusicales,.
En juillet 2001, après une tournée d'une centaine de dates en France et en Suisse, le groupe décide de faire une pause, afin de permettre à chacun de mener à bien ses projets personnels. Marianne s'envole en direction de Portland, en Oregon, tandis que les autres membres terminent leurs cursus universitaires.
En 2002, après les prestations scéniques au Transmusicales de Rennes, Découverte Printemps de Bourges, La Route du Rock de Saint-Malo, Musiques Volantes à Metz, Panoramas à Morlaix, Les Inouïes à Lyon, Ô les Chœurs à Tulle, Osmose Festival, et Aucard de Tours, les idées accumulées pendant leur pause investissent leurs machines, donnant vie à de nouvelles formes, plus tranchantes, plus incisives et en même temps plus mélodiques. 
À l'été 2002, Marianne rentre en France et interprète le rôle de Corail dans Oxygène : valeur morte, un court-métrage réalisé par Clément Tuffreau pour lequel Gauthier compose la bande-son où Angelo Badalamenti (auteur des musiques de David Lynch) se révèle en mentor. Shane Cough, soutenu par le VIP à Saint-Nazaire, est retenu par la Fédurock (fédération des lieux de musiques actuelles) dans le cadre du dispositif Monte-charge. Le projet offre au groupe la possibilité de présenter un show encore plus abouti. Parallèlement, le groupe travaille sur son deuxième opus, et livre deux sets durant l'été. En 2004, le groupe se rend à Stockholm, en Suède, afin d'enregistrer quelques titres avec le producteur Adam Kviman (Clawfinger, The Rasmus, Backyard Babies, Eagle-Eye Cherry, The Wannadies...). 
L'album Intraveineuse sort en février 2005,. Ils jouent pendant 15 dates en automne 2005 dans toute la France. En 2008, la formation de Shane Cough change à la suite du départ de Marianne, et Marcus (Marianne fait désormais de la musique sous le pseudonyme de Clytem Scanning). Shane Cough est désormais composé de Gauthier, Alban, Christophe et Burn, la nouvelle chanteuse du groupe. Un nouvel album est en préparation et sortira courant 2009 sur le label Enragé Productions. Breach le nouveau single sort en support numérique accompagné d'un remix de :[S20]: et People Theatre. Le troisième album du groupe, Now You See It..., sort en 2009. Le groupe ne donne plus signe d'activité depuis.